# زبابة شنتو
زبابة شنتو (الاسم العلمي: Sorex shinto) (بالإنجليزية: Shinto Shrew)‏ هي نوع من الحيوانات يتبع جنس الزبابة من فصيلة الزبابات.